# Pogrom von Manama
Das Pogrom von Manama war 1947 ein antisemitisch motiviertes gewalttätiges Pogrom größerer muslimischer Bevölkerungsteile in Bahrain gegen die jüdischen Einwohner der Stadt Manama.
Im Windschatten des Bürgerkriegs in Palästina 1947 bis 1948 leitete am 5. Dezember 1947 ein Teil der muslimischen Mehrheitsbevölkerung in der Hauptstadt Manama ein blutiges Pogrom gegen die jüdische Gemeinschaft der Stadt ein. Ein Mob plünderte jüdische Wohnungen und Geschäfte und zerstörte die Synagoge Manamas. Man konnte allerdings nur eine Jüdin auffinden, es handelte sich hierbei um eine ältere Dame. Sie wurde von den Massen ermordet.

## Hintergrund
Bahrains kleine jüdische Gemeinschaft, überwiegend jüdische Abkömmlinge von Einwanderern, kamen in den frühen 1900er Jahren aus dem Irak in das Land. Im Jahre 1948 lebten nur noch 600 Juden in Bahrain.

## Ablauf des Pogroms
Als Reaktion auf den Teilungsplan der Vereinten Nationen vom 29. November 1947 wurde in der islamischen Welt für den 2. bis 5. Dezember zu Demonstrationen gegen die Juden aufgerufen. Die ersten zwei Tage der Demonstrationen in Bahrain sahen das Schleudern von Steinen gegen Juden vor, allerdings raubten am 5. Dezember muslimische Mobs in der Hauptstadt Manama jüdische Häuser, Wohnungen und Geschäfte aus. Weiterhin wurde die einzige Synagoge in Bahrain zerstört. Jeder Jude, der gefunden wurde, sollte geschlagen werden. Die einzige jüdische Person, die gefunden wurde, war eine ältere Dame, die unverzüglich von den Massen ermordet wurde.

## Vertreibungen
Über die nächsten zwei Jahrzehnte wurden die meisten bahrainischen Juden aus dem Land vertrieben und mussten in andere Länder flüchten, vor allem England; bis zum Jahr 2006 verblieben nur noch 36 Juden im Land.

## Verantwortung des bahrainischen Staates
Houda Nonoo, die jüdischstämmige bahrainische Botschafterin Bahrains in den Vereinigten Staaten, erzählte der Zeitung The Independent: „Ich denke nicht, dass es die Bahrainer sind, die verantwortlich waren. Es waren Leute aus dem Ausland. Viele Bahrainer kümmerten sich um Juden in ihren Häusern.“ Diese Sicht wird von Sir Charles Belgrave, dem ehemaligen politischen Berater der Regierung von Bahrain – welcher zu diesem Zeitpunkt zu den Vertragsbeziehungen mit Bahrain beansprucht wurde –, unterstützt. In einem Memoire erinnert er sich: „Die führenden Araber waren sehr geschockt ... die meisten von ihnen, wenn möglich, gaben ihren jüdischen Nachbarn eine Unterkunft und Schutz... [Die Unruhen] hatten einen überraschenden Effekt; es setzte jeglicher Aggression der Bahrain-Araber gegen die Bahrain-Juden ein Ende.“